# Det islandske køkken
Det islandske køkken omfatter både traditionelle retter og nyere retter baseret på traditionelle råvarer, som tilsammen udgør islandsk madkultur. Vigtige råvarer er lam, mælk, skaldyr og fisk, sidstnævnte især begrundet i de mange beboelser nær havet. Populære retter på Island er blandt andet tørret kød, røget lam, gravad fisk og blodbudding. 
En traditionel spise er buffeten Þorramatur, der serveres under festligholdelsen af vintersolhverv, (Þorrablót), og indeholder et udvalg af kød- og fiskeprodukter, lagret på traditionel vis, serveret med mørkt rugbrød og brennivín, (en islandsk akvavit). Smagen er stærkt præget af de anvendte konserveringsmidler: syltning, saltning, tørring og røgning.
Moderne islandske kokke lægger normalt vægt på de tilgængelige produkters kvalitet frem for traditionerne. Derfor har mange restauranter på Island specialiseret sig i "alt godt fra havet", og i den årlige kokkekonkurrence Mat og Moro (arrangeret siden 2004), kappes kokkene om at tilberede nye retter med ferske ingredienser fra Island. Kendetegnende er kvaliteten på lammekødet og de fiske-/skaldyrsretterne. Andre lokale ingredienser som har en naturlig plads hos islandske kokke er svømmefugle (både kødet og æggene), laks og ørred, blåbær, rabarber, vildtimian, løvstikke og tørrede alger.
Da animalske produkter dominerer det islandske køkken, er det næsten umuligt at leve som vegetar på Island uden at anvende dyrere, importerede varer. Den almindelige smag, især bandt de yngre generationer, har alligevel nærmet sig den europæiske norm, og både produktionen og brugen af grøntsager er øget voldsomt de seneste årtier. Der produceredes næsten 30 000 ton i år 2007. I denne sammenhæng er det en fordel, at det kølige klima gør ukrudtsbekæmpelse unødvendig. Grøntsagerne må om foråret udvikles i drivhus og kan siden plantes ud.